# Бодензее (район)
Бодензее (нім. Bodenseekreise) — район землі Баден-Вюртемберг, Німеччина. Район підпорядкований урядовому округу Тюбінген, входить до складу регіону Бодензее-Обершвабен (Bodensee-Oberschwaben). Центром району є місто Фрідріхсгафен. Населення становить 217 901 ос. (станом на 31 грудня 2020), площа  — 664,78 км². 

## Географія
Район розташований на північному березі озера Боденського озера (нім. Bodensee), яке і дало назву району.

## Демографія
Густота населення в районі становить 312 чол./км².
| Рік            | Населення |
| -------------- | --------- |
| 31 грудня 1973 | 161.906   |
| 31 грудня 1975 | 162.236   |
| 31 грудня 1980 | 170.353   |
| 31 грудня 1985 | 172.981   |
| 27 травня 1987 | 172.776   |

| Рік            | Населення |
| -------------- | --------- |
| 31 грудня 1990 | 183.774   |
| 31 грудня 1995 | 192.947   |
| 31 грудня 2000 | 199.181   |
| 31 грудня 2005 | 205.446   |
| 31 грудня 2009 | 207.710   |

## Міста і громади
Район поділений на 5 міст, 18 громад та 7 об'єднань громад.
Міста
1. Фрідріхсгафен (58 726)
2. Маркдорф (12 899)
3. Меерсбург (5 627)
4. Теттнанг (18 571)
5. Іберлінген (21 699)

Громади
1. Берматінген (3 881)
2. Дайзендорф (1 584)
3. Деггенгаузерталь (4 252)
4. Еріскірх (4 553)
5. Залем (11 121)
6. Зіпплінген (2 089)
7. Імменштад (6 081)
8. Крессбронн (8 100)
9. Лангенарген (7 777)
10. Меккенбойрен (13 389)
11. Нойкірх (2 671)
12. Обертойрінген (4 487)
13. Овінген (4 253)
14. Ульдінген-Мюльгофен (7 950)
15. Фрікінген (2 761)
16. Гаґнау-ам-Бодензее (1 435)
17. Гайліґенберг (2 849)
18. Штеттен (955)